# 燕子光束介
燕子光束介（学名：Actinocythereis hirundoformis）为粗面介科光束介屬下的一个种。